# 二甲胂酸
二甲胂酸是一种有机砷化合物，化学式为(CH3)2AsO2H。简称R2As(O)OH，是最简单的胂酸。它是一种无色固体，可溶于水。
用碱中和二甲胂酸得到二甲胂酸盐，例如二甲胂酸钠。它们是强效除草剂。二甲胂酸/二甲胂酸钠是制备和固定用于电子显微镜的生物样品的缓冲剂。

## 历史
在18世纪，人们发现将三氧化二砷（As2O3）和四份乙酸钾(CH3CO2K) 混合会产生一种名为“卡戴特的发烟液体”的物质，其中含有二甲胂氧（((CH3)2As)2O）和联二甲胂（((CH3)2As)2）。
马尔堡大学的罗伯特·威廉·本生报告了对二甲基联胂的早期研究。本生在谈到这些化合物时说：“这种物质的气味会导致手脚瞬间发麻，甚至头晕和麻木……值得注意的是，当一个人接触到这些化合物的气味时，舌头会被黑色涂层覆盖，即使没有明显的其他不良影响。”他在这一领域的工作使人们对甲基有了更多的了解。
二甲胂氧通常被认为是第一种合成制备的有机金属化合物。
多种制造商以众多品牌将二甲胂酸及其盐加入到除草剂中。APC Holdings Corp. 以 Phytar 品牌销售二甲胂酸及其盐类。 在越南使用的品种（作为蓝剂）为Phytar 560G。蓝剂是一种二甲胂酸和二甲胂酸钠的混合物，在越南战争期间被用作脱叶剂。

## 反应
二甲胂酸是一种弱酸，pKa为6。
二甲胂酸可还原为二甲基胂，它是合成其他有机砷化合物的通用中间体：
(CH3)2AsO2H  +  2 Zn  +  4 HCl  →  (CH3)2AsH  +  2 ZnCl2  +  2 H2O
(CH3)2AsO2H  +  SO2  +  HI   →   (CH3)2AsI  +  SO3  +  H2O

## 健康影响
二甲胂酸具有剧毒，可以通过摄入、吸入或皮肤接触影响。美国环保署指出，所有形式的砷都对人类健康构成严重威胁，美国有毒物质和疾病登记署在其2001年的工厂有害物质优先清单中将砷列为第一名。砷被归类为A类致癌物。

## 參见
- 砷
- 砷化氢
- 二甲胂氧